# Andreas Decker (Jurist)
Andreas Decker  (* 29. Dezember 1960 in Frankfurt am Main) ist ein deutscher Jurist. Er ist seit dem 25. Juni 2012 Richter am Bundesverwaltungsgericht.

## Leben und Wirken
Decker promovierte 1989 an der Universität Regensburg und  war nach Abschluss seiner juristischen Ausbildung mehrere Monate als Rechtsanwalt tätig. 1990 trat er in den Justizdienst des Freistaates Bayern ein und war zunächst beim Verwaltungsgericht München eingesetzt. 1991 wechselte er zum Landratsamt Starnberg und anschließend zur Regierung von Oberbayern. Dort war er als Oberregierungsrat tätig. 1996 kehrte Decker an das Verwaltungsgericht München zurück. 2004 wurde er zum Vorsitzenden Richter am Verwaltungsgericht ernannt. 2008 erfolgte seine Ernennung zum Richter am Bayerischen Verwaltungsgerichtshof in München.
Das Präsidium des Bundesverwaltungsgerichts wies Decker zunächst dem u. a. für das Umweltschutzrecht einschließlich des Immissionsschutzrechts, das Abfall- und Bodenschutzrecht, das Atomrecht, das Bergrecht, das Wasserstraßenrecht und das Energieleitungsausbaurecht zuständigen 7. Revisionssenat zu.